# Tobias Handtke
Tobias Handtke (* 26. Januar 1976) ist ein deutscher Kommunalpolitiker (SPD). Seit 2021 ist er Bürgermeister der Gemeinde Neu Wulmstorf im Landkreis Harburg.
Handtke besuchte die Grundschule am Moor und das Gymnasium in Neu Wulmstorf. Nach dem Abitur studierte er zunächst Sozialwissenschaften, ohne einen Abschluss zu erlangen. Gleichzeitig ließ er sich zum Kaufmann im Einzelhandel ausbilden. Seit 1997 bis zu seiner Wahl zum Bürgermeister arbeitete er bei Karstadt Sports in Hamburg.
Tobias Handtke war von 1996 bis 2021 Mitglied des Gemeinderates von Neu Wulmstorf, ab 2011 als Vorsitzender der SPD-Fraktion. Von 2001 bis 2021 war er Mitglied des Kreistages des Landkreises Harburg, ab 2014 auch hier als SPD-Fraktionsvorsitzender.
Bei den niedersächsischen Landtagswahlen 2013 und 2017 trat er für die SPD im Wahlkreis Seevetal an, unterlag jedoch gegen den jeweiligen CDU-Kandidaten. Im September 2021 wurde er als Nachfolger von Wolf-Egbert Rosenzweig (SPD) zum hauptamtlichen Bürgermeister der Gemeinde Neu Wulmstorf gewählt. Auf die Möglichkeit, im November 2021 in den Landtag nachzurücken, verzichtete er.
Tobias Handtke ist verheiratet, hat vier Kinder und wohnt in Neu Wulmstorf.